# Wodospad Huťský
Wodospad Huťský – wodospad w czeskich Karkonoszach, znajdujący się w stromej dolinie, która pokryta jest lasem świerkowo-bukowym. Jego szerokość wynosi od 0,5 do 3m, natomiast całkowite nachylenie 30 do 35º. Zarówno nazwa wodospadu jak i potoku Huťský pochodzi od pierwszej karkonoskiej huty szkła, która powstała w 1562 r. Po wykarczowaniu pobliskiego lasu huty zamknięto. Od 1625 r. rozpoczęto tutaj wydobycie srebra, miedzi i ołowiu. Wodospad Huťský i znajdujące się w pobliżu schronisko było w przeszłości celem wycieczek mieszkańców Rokytnice, którzy organizowali tutaj niedzielne zabawy taneczne.